# توندورف ین اونترفرانکن
توندورف ین اونترفرانکن (به آلمانی: Thundorf in Unterfranken) یک شهر در آلمان است که در Bad Kissingen واقع شده‌است. توندورف ین اونترفرانکن ۱٬۱۶۸ نفر جمعیت دارد.